# Gosibius submarginis
Gosibius submarginis är en mångfotingart som beskrevs av Chamberlin och Wang 1952. Gosibius submarginis ingår i släktet Gosibius och familjen stenkrypare. Inga underarter finns listade i Catalogue of Life.